# Deux Lions au soleil
Pour plus de détails, voir Fiche technique et Distribution.
Deux Lions au soleil est un film français réalisé par Claude Faraldo et sorti en 1980.

## Synopsis
À la suite d'une panne de voiture sur la route du retour des vacances, Paul et René, deux quadragénaires lassés de leurs illusions perdues, décident de devenir des lions et de partir vers le soleil. Refusant dorénavant le travail à l'usine, le métro, la routine, ils vont vivre de petites escroqueries et rencontrer l'amour au détour de leur aventure.

## Fiche technique
- Titre : Deux Lions au soleil
- Réalisation : Claude Faraldo
- Scénario : Claude Faraldo
- Musique : Albert Marcœur et François Ovide
- Costumes : Marie-Claude Altot
- Montage : Dominique Galliéni
- Photographie : Bernard Lutic
- Son : Dominique Dalmasso
- Assistants réalisateur : Patrick Grandperret, Vincent Lombard et Luc Besson
- Production : Stéphane Tchalgadjieff
- Sociétés de production : Basta Films - FR3 Cinéma
- Pays de production :  France
- Langue originale : français
- Format : couleur - 1,66:1 - mono - 35 mm
- Genre : comédie dramatique
- Durée : 110 minutes
- Date de sortie :  France - 29 octobre 1980

## Distribution
- Jean-François Stévenin : Paul
- Jean-Pierre Sentier : René
- Catherine Lachens : Babette
- Jean-Pierre Tailhade : le volviste
- Martine Sarcey : la femme du parc
- Michel Robin : l'homme du parc
- Valérie Kling : Mireille
- Alain Doutey : le directeur de la banque
- Jeanne Herviale : la logeuse
- Nathalie Jadot : la fille de René
- Guilhaine Dubos : Babette, fille de René
- Mario D'Alba : un copain
- Dominique Bonnaud : le garçon du motel
- Georges Trillat : le mari de Mireille

## Accueil critique
- Jean-Luc Douin, dans Le Monde : « Deux Lions au soleil passe du ras-le-bol à un réalisme social désespéré. On détecte une tendresse dans cette errance entre deux prolos homosexuels qui décident d’arrêter de travailler et vivent leur désenchantement sans agressivité, découvrant que l’escroquerie ne vaut pas mieux que la misère »[1].